# Aon Center (Chicago)
Aon Center (200 East Randolph Street, formal Amoco Building) este un zgârie-nori modern în Chicago, Illinois, Statele Unite, design făcut de firma de arhitecți Edward Durell Stone și în parteneriat cu The Perkins and Will. Clădirea a fost terminată în 1973 ca Standard Oil Building. Cu 83 de etaje și o înălțime de 1,136 picioare (346 m), este a treia cea mai înaltă clădire din Chicago, întrecută în înălțime de Willis Tower și Trump International Hotel and Tower. Clădirea este deținută de Jones Lang LaSalle.

## Istorie

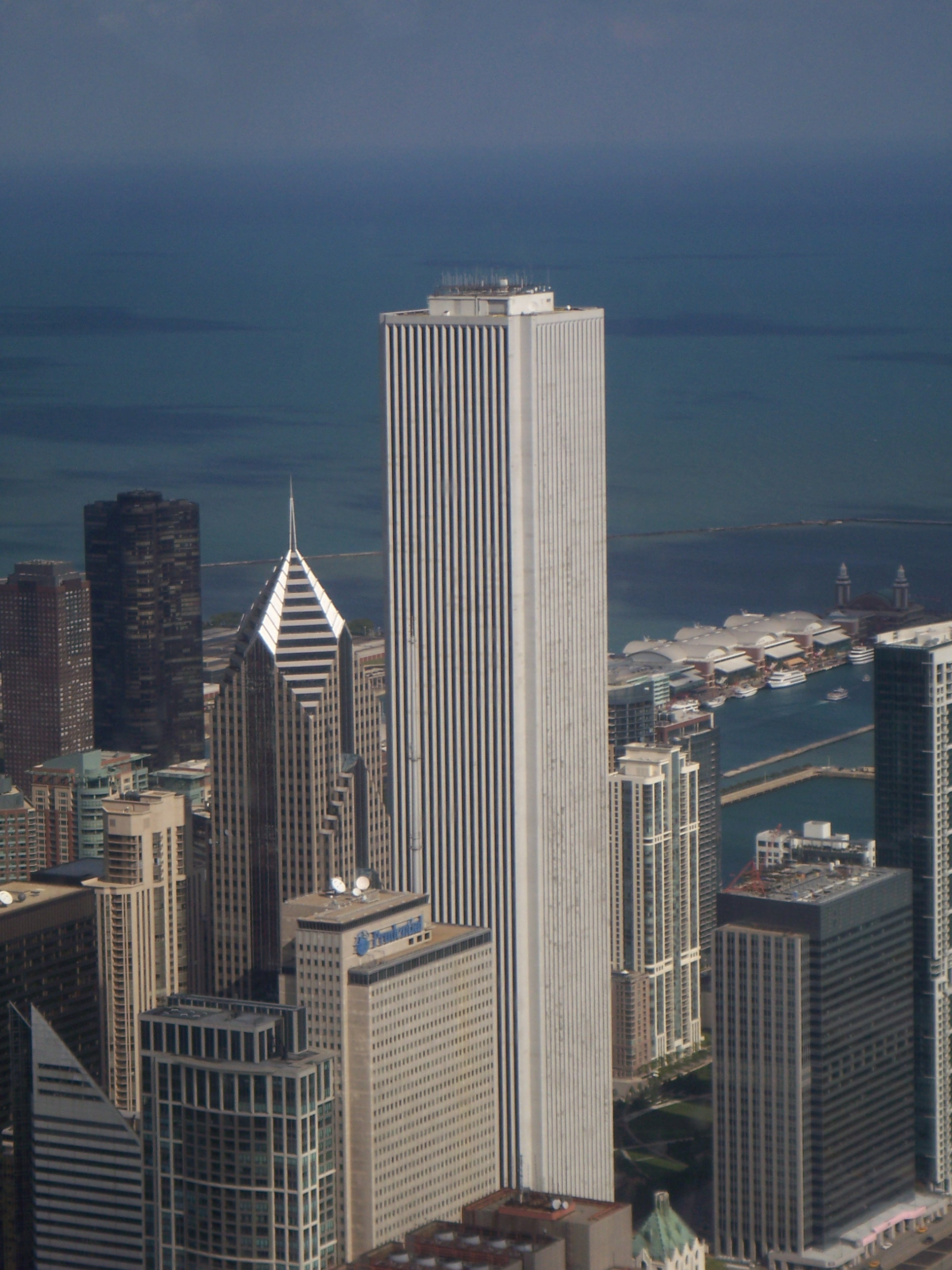
Aon Center.

Clădirea a fost construită ca un nou centru al operațiunilor al companiei Standard Oil din Indiana, care în trecută a fost locuită la South Michigan Avenue și East 9th Street. Când a fost terminată în 1973 a fost cea mai înaltă clădire din Chicago și a patra din lume, câștigând porecla de "Big Stan". (Anul următor, the Seasers Tower a luat titlul de cea mai înaltă clădire din Chicago și din lume). Metoda de construire a acestei clădire a fost folosită și pentru turnurile Wold Trade Center din New York City.
Când s-a finalizat, a fost cea mai mare clădire căptușită cu marmură, fiind căptușită cu 43,000 de plăci de marmură Italian Carrara. Marmura folosită a fost mai subțire de cât cea folosită anterior în clădirea clădirii, acesta fiind dovedit un mister. În 1974, după un an de când a fost terminată, una din plăci a fost detașată din fațadă, distrucând un etaj din clădirea vecină Prudentian Center Annex. O inspectare mai amănunțită au găsit mai multe probleme cu marmura din funație. Ca să rezolve problema, au fost adăugate teci din oxid inoxidabil ca să țină marmura. Mai târziu, în 1990 până în 1992, toată clădirea a fost refăcută fațada cu granit alb Mount Airy, costul acestui proiect fiind estimat la peste 80 de milioane de dolari. Marmura a fost sfărâmată și folosită pentru decorația rafinării Amoco din Whiting, Indiana. Acum, fațada clădirii amintește de World Trade Center, având aceleași coloane verticale.
The Standar Oil Building a fost redenumită în Amoco Buildy când compania și-a schimbat numele în 1985. În 1998, Amoco a vândut clădirea lui The Blackstone Group, pentru 430 sau 440 de milioane de dolari. A fost redenumită în Aon Center pe 30 decembrie 1998, însă Aon Corporation nedevenind adminstrator de clădire până în septembrie 2001. În mai 2003, Wells Real Estate Investment, Inc. a câștigat clădirea pentru 465 sau 475 de milioane de dolari.

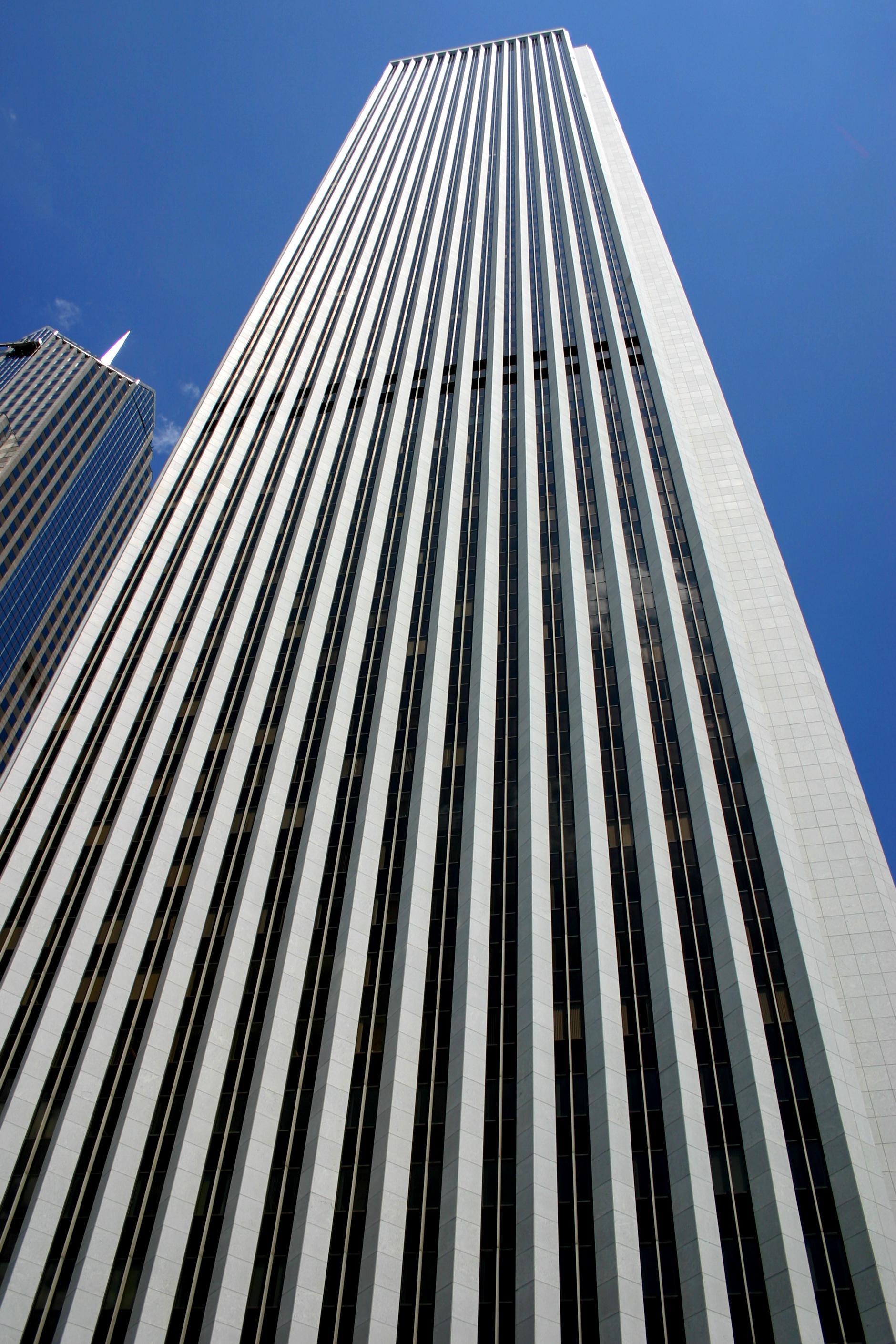
Vedere de jos

## Iluminarea de exterior
În anii 1980, luminile din niște birouri selectate din clădire au fost deschise formând o cruce enormă pentru sezonul de Crăciun. În anii recenți, luminile de la etajele superioare au fost luminate în noapte cu culori pentru a reflecta un sezon particular sau o sărbătoare. Portocaliul este folosit pentru Ziua Recunoștinței, verde sau roșu pentru Crăciun și roz pentru Luna Cancerului de Sân. Luminarea se asemănă foarte mult cu lumina de noapte a antenei de radio de pe Willis Tower, John Hancock Center și etajele superioare a clădirii Merchandise Mart.

## Piața
În piața de la intrare, este o sculptură creată de Harry Bertoia.

## Chiriași
- Aon Corporation.[11]
- Chicagoland Chamber of Commerce, Suite 2200[12]
- Agency.com[13]
- British Petroleum, (BP) successor to Amoco and Standard Oil of Ohio
- Jones Lang LaSalle[14]
- Daniel Edelman Inc.
- Marketing Support Inc.[15]
- ThoughtWorks[16]
- R.H. Donnelley[17]
- Strata Decision Technology[18]
- The Mid-America Club[19]
- Veolia[20]
- Microsoft[21][22]